# Loučná (Loučná pod Klínovcem)
Loučná (dříve Český Wiesenthal, německy Böhmisch Wiesenthal) je část města Loučná pod Klínovcem v okrese Chomutov v Ústeckém kraji. Stojí v Krušných horách v nadmořské výšce přibližně 870–970 metrů, asi devět kilometrů jihozápadně od Vejprt. Historie vesnice je spojená s těžbou železné rudy a stříbra, která zde však nedosáhla intenzity jako ve Vejprtech nebo Přísečnici. Od třicetileté války se obyvatelé živili především řemesly, obchodem a výrobou textilního zboží. Ve druhé polovině dvacátého století se vesnice téměř vylidnila, ale začal se v ní úspěšně rozvíjet cestovní ruch spojený s lyžařskými areály na Klínovci.
Loučná leží v katastrálním území Loučná pod Klínovcem o rozloze 5,28 km². Loučná byl do roku 2003 také název obce, které byla základě místního referenda od 1. ledna 2004 přejmenována na Loučnou pod Klínovcem. Dne 10. října 2006 byl Loučné pod Klínovcem vrácen status města.

## Název
Původní německý název Wiesenthal znamená lučnaté údolí a přívlastek Böhmisch se používal pro odlišení od stejnojmenného města na německé straně hranice. Jiné vysvětlení původu jména jej odvozuje ze staroněmeckého slova wyz ve významu bílý. Tomu odpovídá i název potoka Polava, který je slovanského původu a se mohl jmenovat Bílý potok nebo Bělava. V historických pramenech se jméno vesnice vyskytuje ve tvarech Wizentahl (1431), puol Wizitale (1449), w Bysentalu (1528), ve Wizentolu (1534), Wiesenthal (1785) nebo Český Wiesenthal a Böhmisch Wiesenthal (1848). Název Loučná se začal používat roku 1947.

## Historie
První písemná zmínka o Loučné pochází z roku 1431, kdy si bratři Aleš a Vilém ze Šumburka dělili perštejnské panství. Polovina Loučné s dalšími vesnicemi a Perštejnem tehdy připadla Alešovi. Je možné, že vesnice dočasně zpustla během husitských válek, protože zpráva z roku 1449 ji uvádí jako pustou. Okolo roku 1455 byl v Loučné postaven hamr a od roku 1521 zde začínala nová silnice do Božího Daru a Jáchymova. Podle listiny nalezené roku 1943 na radnici, a později ztracené, byla Loučná již roku 1527 povýšena na město. Ve stejném roce se v ní těžila nejspíše železná ruda. Z roku 1536 se dochovala zpráva o nálezu stříbrné žíly, která však byla vydatná jen na počátku a hlavní část ložiska byla rychle vyčerpána. Oblast Loučné se nacházela na rozhraní vejprtského a božídarského hornického revíru a výraznější těžba tu probíhala až ve druhé polovině šestnáctého století. Největším dílem byla štola Nejsvětější Trojice, zmíněná jako žíla snad právě již v roce 1536.

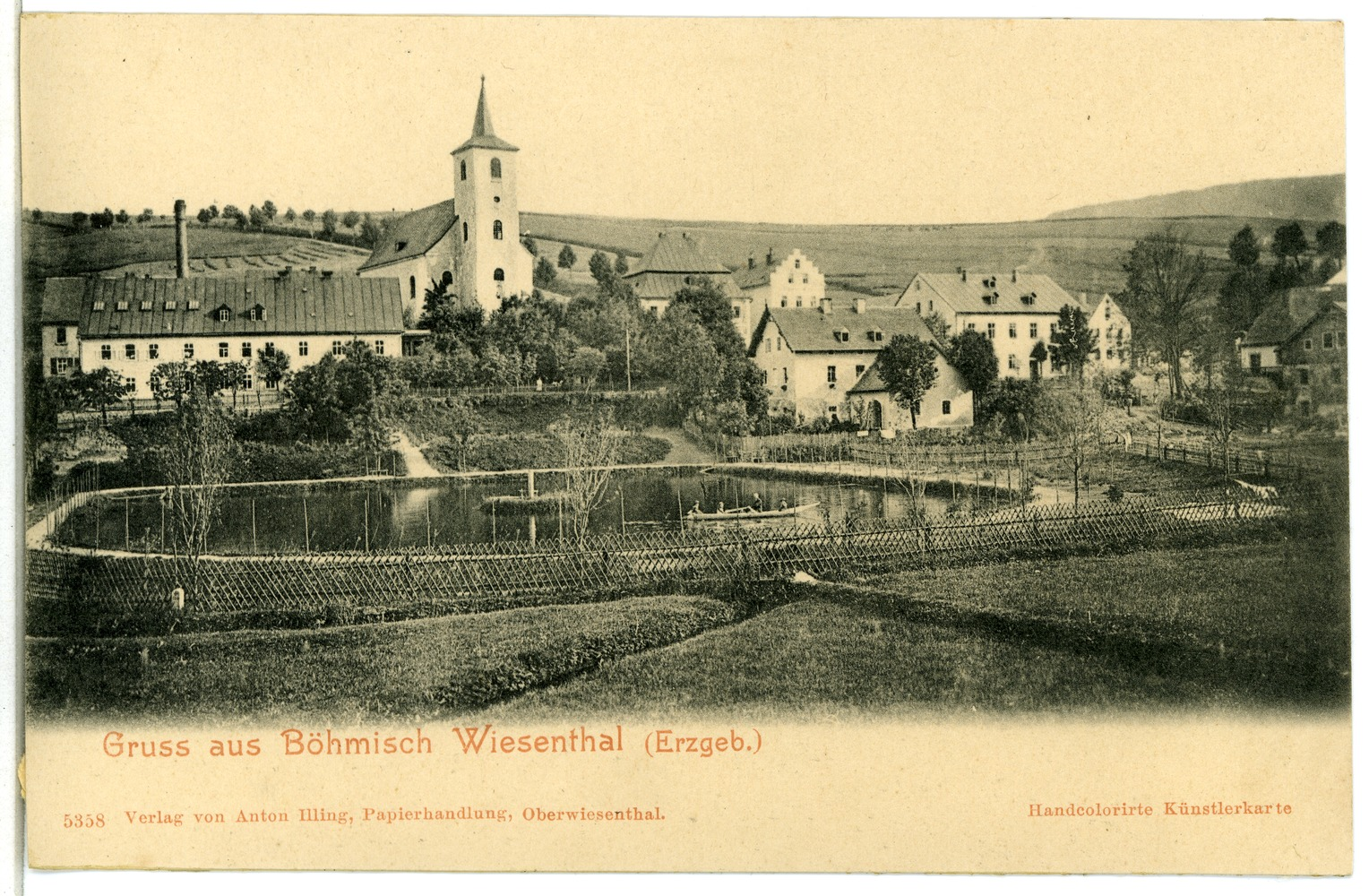
Loučná s kostelem Obrácení svatého Pavla v roce 1904

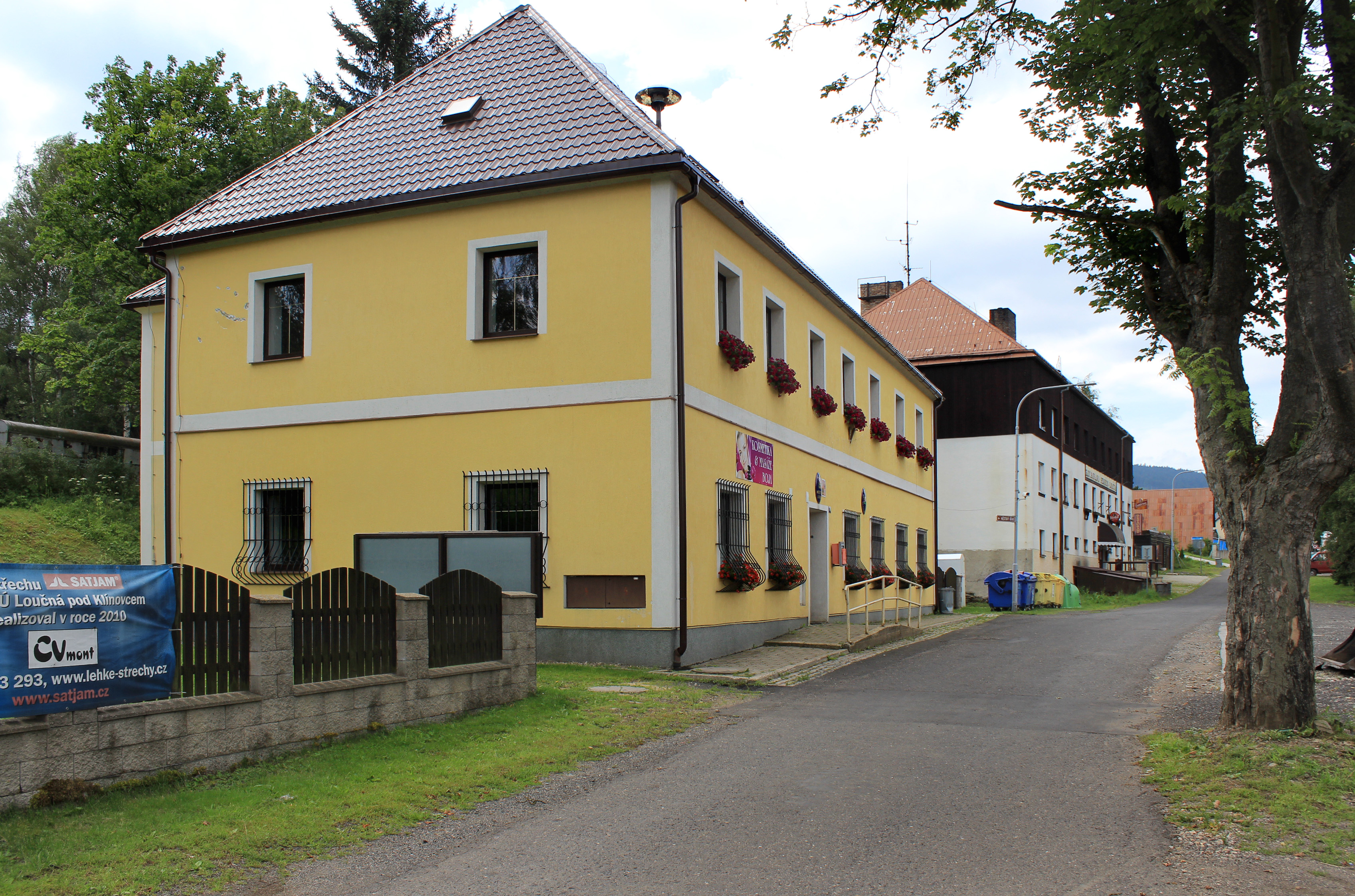
Obecní úřad

Roku 1601 byla Loučná císařem Rudolfem II. povýšena na horní město, což potvrdil a novými svobodami vylepšil císař Matyáš v roce 1612. O čtyři roky později navíc městu znovu propůjčil městský znak.
Již roku 1525 došlo k vyměření hranice mezi Čechami a Saskem. Na protějším německém břehu Polavy tak zůstal Unterwiesenthal a později mnohem významnější Oberwiesenthal, kam docházeli lidé z Loučné a Háje do kostela. Nový kostel byl mezi oběma českými vesnicemi postaven roku 1541, ale brzy zchátral. Třicetiletá válka přinesla Loučné velké problémy. Roku 1640 vojsko generála Johana Banéra Loučnou vypálilo. Změnily se také náboženské poměry a evangelíci, kteří ve městě převažovali, začali být pronásledováni. Mnoho jich odešlo do Saska a ostatní museli přestoupit ke katolictví. Uprchlíci na saské straně potoka založili vesnici Hammerunterwiesenthal. V důsledku těchto událostí město upadlo. Ustalo hornictví a zbývající obyvatelé se začali věnovat obchodu se Saskem. Podle berní ruly z roku 1654 bylo ve městě jen šestnáct obydlených usedlostí. Fungoval zde pivovar a jedinými řemeslníky byli puškař a řezník. Ostatní obdělávali půdu, chovali malé množství dobytka a pracovali v lese. Aby si místní mohli postavit nový kostel, byli roku 1647 na několik let osvobozeni od některých poplatků.

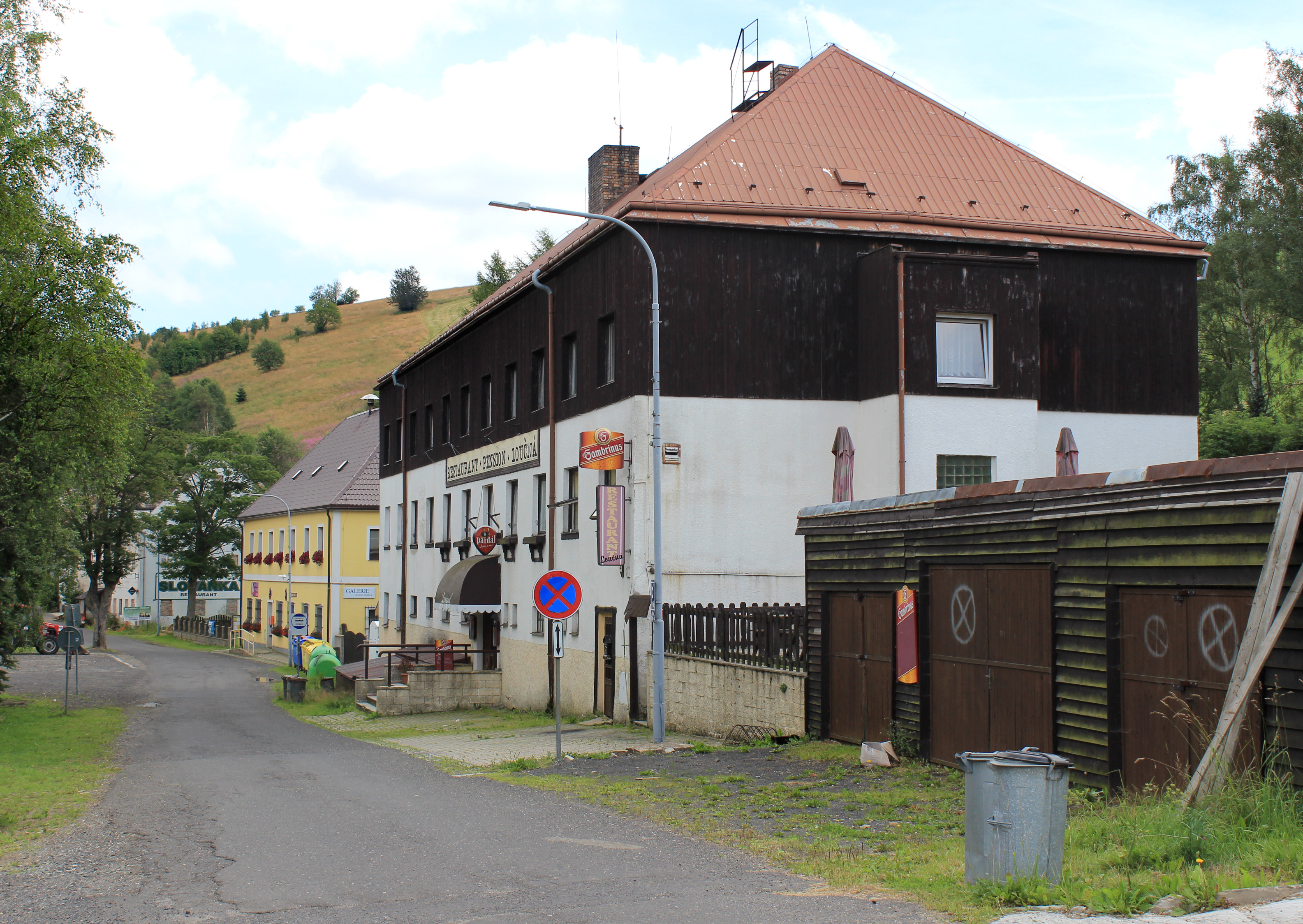
Restaurace

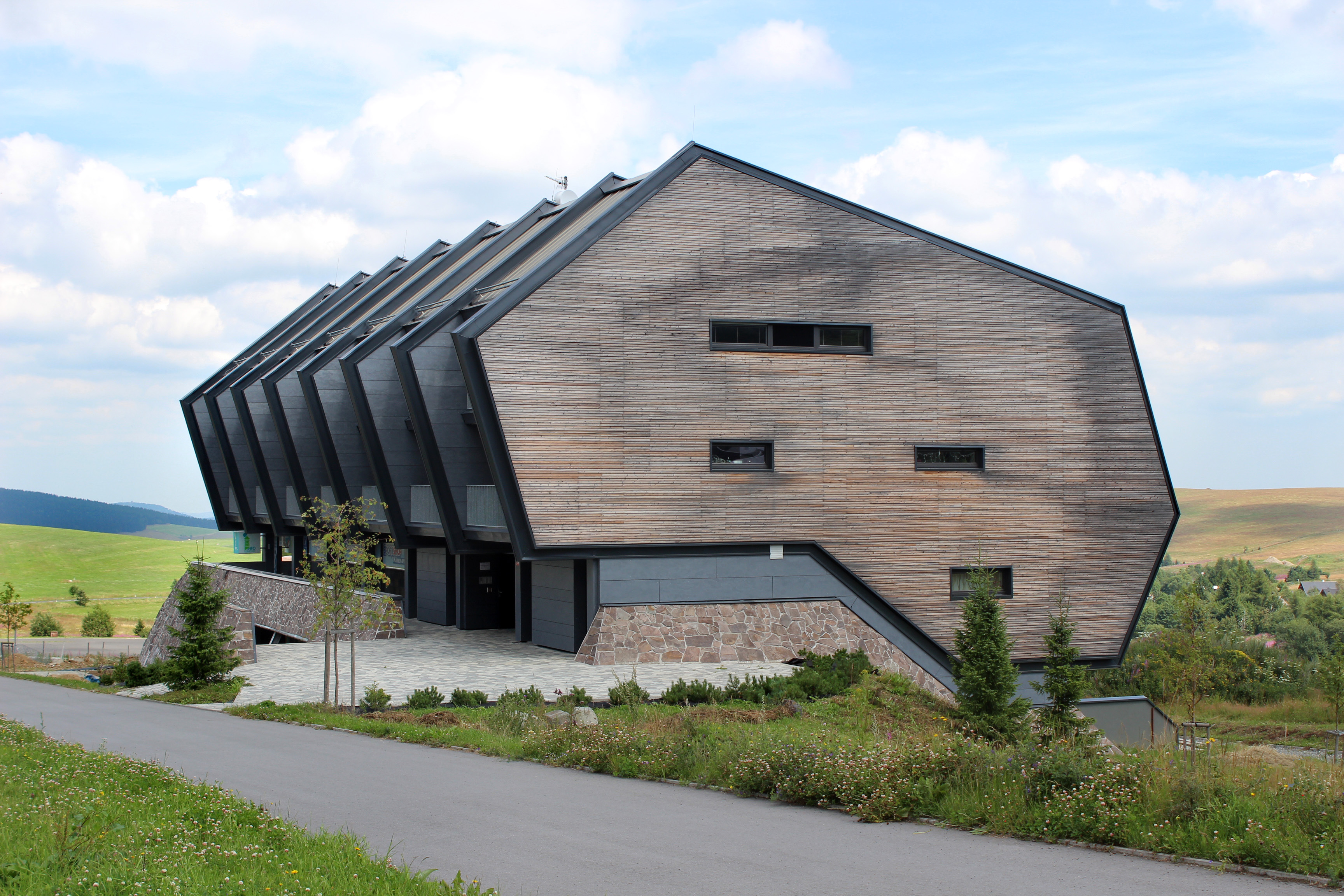
Hotel

Nový kostel však byl vysvěcen až roku 1656 a stal se filiálním kostelem božídarské farnosti. Nový kostel Obrácení svatého Pavla byl postaven přibližně o osmdesát let později v letech 1731–1737. Také on byl zpočátku filiální, ale roku 1760 odkázala vdova Ludmila Haydová svůj dům církvi, která jej využila jako faru nově zřízené farnosti. V polovině osmnáctého století byla postavena nová barokní radnice. Situace ve městě se v té době začala zlepšovat. V polovině osmnáctého století zde stály dva mlýny o jednom a dvou kolech, v pivovaru se vařilo 125 sudů piva ročně, v rybnících se chovaly ryby a působila zde řada řemeslníků včetně hamru. Město mělo také svého učitele, ale školní budova byla postavena až roku 1780. Nová škola postavená roku 1827 byla v roce 1893 rozšířena na trojtřídní. Heinrich Zierold zde po roce 1769 otevřel továrnu na výrobu pozamentů. Rozvinutá byla také domácí výroba krajek, kterou ve městě roku 1769 provozovalo asi sto výrobců.
Došlo také k pokusu o obnovu dolů. Roku 1770 horníci obnovili práce ve štole Nejsvětější Trojice, ale již o dva roku později těžbu pro nedostatek peněz zastavili. Naposledy se zde o těžbu pokoušeli v letech 1823–1828. Ještě v roce 1847 je Loučná zmiňována jako královské horní město Wiesenthal. Koncem osmnáctého století horníci pracovali v dolech na úbočí Klínovce v místech nad hotelem Nástup, kde se těžila železná ruda ještě roku 1856. Při průzkumu v letech 1961–1962 byly ve štole zpřístupněné v délce 410 metrů zjištěny rudy železa, mědi, zinku a také fluorit.
Roku 1842 zde stálo 42 domů rozmístěných podle silnice. V poslední čtvrtině devatenáctého století se v novém podniku J. R. Sobitschka začaly vyrábět rukavice. Elektřina sloužila v továrně ke svícení již od roku 1890. Výjimečným se však podnik stal, když ve stejném roce jako první v Rakousku-Uhersku zavedl parní stroj k pohonu šicích strojů. Ve stejné době se začaly vyrábět krajky z lidských vlasů. Na rozvod elektřiny do celé obce si obyvatelé museli počkat až do roku 1906. Po určitou dobu ve městě fungovala drátovna a výrobna mýdla. Kromě práce v textilních továrnách a běžných řemesel patřil ke zdrojům příjmů také prodej koní.
V důsledku uzavření Mnichovské dohody byl tehdejší Český Wiesenthal v letech 1938 až 1945 přičleněn k nacistickému Německu. Po druhé světové válce došlo k vysídlení Němců z Československa. Počet obyvatel se prudce snížil a pokles pokračoval i v dalších desetiletích, až se vesnice téměř vylidnila. Ve druhé polovině dvacátého století se změnila v centrum individuální rekreace a v roce 1991 zde bylo pouze šest trvale obydlených domů a kromě pěti penzionů také 67 soukromých rekreačních objektů. Poskytovatelé ubytování těží zejména z blízkosti lyžařských areálů na Klínovci.

## Obyvatelstvo
Při sčítání lidu v roce 1921 zde žilo 1126 obyvatel (z toho 520 mužů), z nichž bylo patnáct Čechoslováků, 1107 Němců a čtyři cizinci. Kromě sedmi evangelíků a jednoho člověka bez vyznání byli členy římskokatolické církve. Podle sčítání lidu z roku 1930 mělo město 1355 obyvatel: devatenáct Čechoslováků, 1326 Němců a deset cizinců. Kromě římskokatolické většiny zde žilo 32 evangelíků, tři příslušníci církve československé a osmnáct lidí bez vyznání.
|                                                             | 1869 | 1880 | 1890  | 1900  | 1910  | 1921  | 1930  | 1950 | 1961 | 1970 | 1980 | 1991 | 2001 | 2011 | 2021 |
| ----------------------------------------------------------- | ---- | ---- | ----- | ----- | ----- | ----- | ----- | ---- | ---- | ---- | ---- | ---- | ---- | ---- | ---- |
| Obyvatelé                                                   | 806  | 938  | 1 035 | 1 156 | 1 237 | 1 126 | 1 355 | 592  | 324  | 110  | 46   | 14   | 47   | 49   | 40   |
| Domy                                                        | 82   | 98   | 105   | 131   | 123   | 131   | 156   | 160  | 152  | 43   | 15   | 26   | 9    | 17   | 46   |
| Počet domů z roku 1961 zahrnuje také domy místní části Háj. |      |      |       |       |       |       |       |      |      |      |      |      |      |      |      |

## Obecní správa
Po zrušení poddanství byla Loučná samostatnou obcí v jáchymovském okrese, poté v okrese Karlovy Vary-okolí a od roku 1961 do okresu Chomutov. V období od 1. ledna 1986 do 31. prosince 1991 patřila jako část obce k Vejprtům. Od 1. ledna 1992 je Loučná částí znovu samostatné obce Loučná, resp. Loučná pod Klínovcem.

## Spolky
Koncem devatenáctého století v Loučné působily spolky vojenských veteránů, hasičů, kostelních hudebníků, krušnohorský, pěvěcký, zemědělský, spořitelní a záložní spolek. Velmi aktivní bývala pobočka krušnohorského spolku, jejíž členové udržovali cestu na vrchol Klínovce a vydávali propagační tiskoviny (pohlednice, plakáty) s motivy města a sousedního Háje.

## Pamětihodnosti

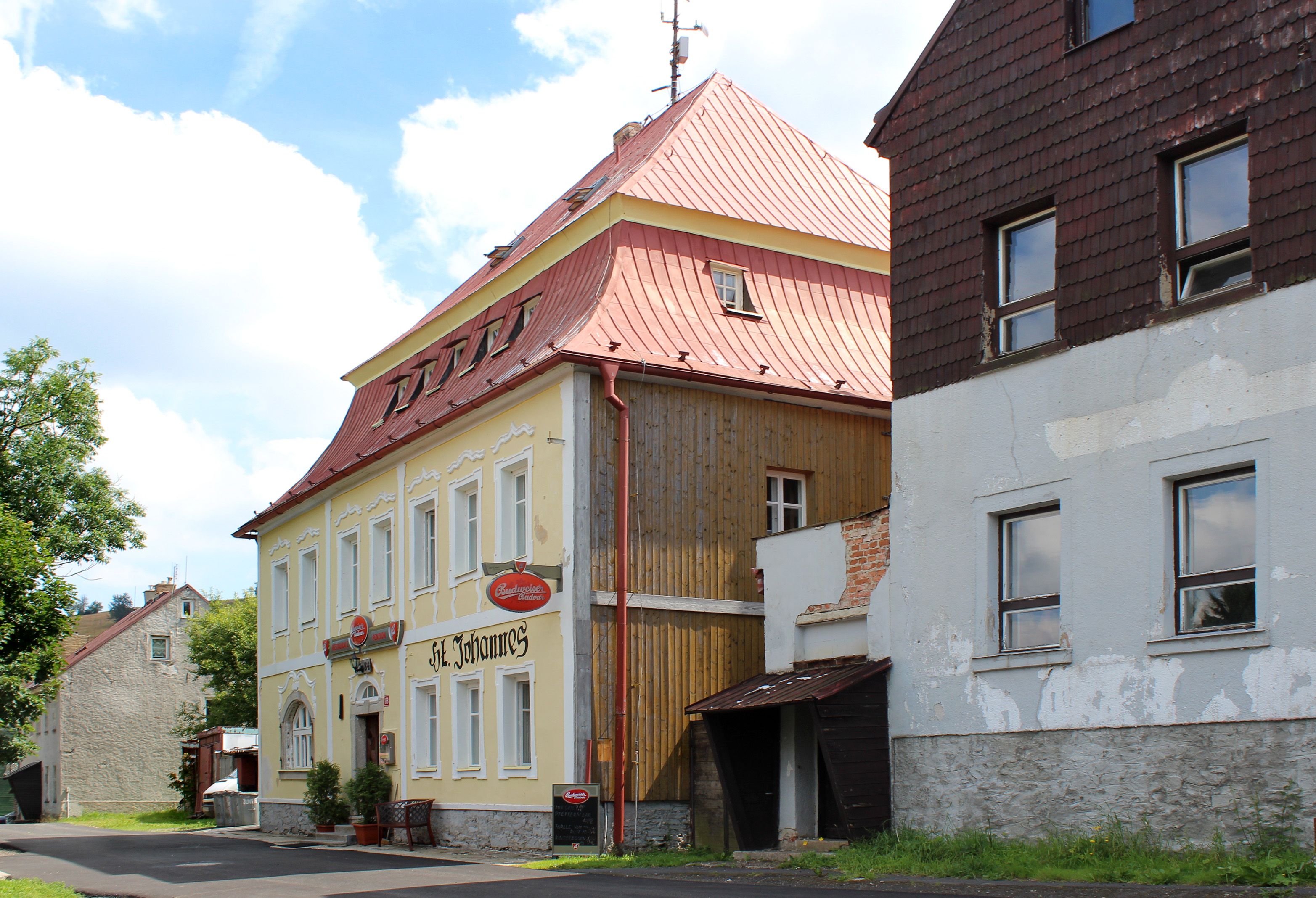
Památkově chráněná barokní fara, upravená jako hostinec

Ve městě stojí památkově chráněná barokní budova bývalé fary z roku 1784. Barokní kostel Obrácení svatého Pavla z let 1731–1737 byl zbořen v roce 1981. Na katastrálním území Háj u Loučné pod Klínovcem se nachází památkově chráněná historická vápenka, jejíž areál je součástí krajinné památkové zóny Hornická kulturní krajina Háj - Kovářská - Mědník. Zmíněná vápenka je tzv. přidruženým objektem Hornického regionu Erzgebirge/Krušnohoří, zapsaného v roce 2019 na seznam Světového dědictví UNESCO.

## Osobnosti
- ThDr. František Tippmann (1786–1857), zdejší rodák, kněz, teolog, pomocný biskup pražský; sloužil zde v letech 1809–1815 jako farář.
- Gustav Zindel z Radenova, krušnohorský malíř[31]; žil zde posledních deset a je zde pohřben.